# Marquese Chriss
Marquese De'Shawn Chriss (Sacramento, 2 luglio 1997) è un cestista statunitense, professionista nella NBA.

## Carriera

### NBA

#### Phoenix Suns
Si rende eleggibile per il Draft NBA 2016, che si svolge al Barclays Center di Brooklyn il 23 giugno, durante il quale viene scelto in ottava posizione dai Sacramento Kings. Viene poi mandato ai Phoenix Suns, in cambio della loro 13ª e della loro 28ª scelta (che si rivelano essere rispettivamente Giōrgos Papagiannīs e Skal Labissière), la seconda scelta dei Detroit Pistons al Draft NBA 2020 e i diritti per il draft di Bogdan Bogdanović.

#### Houston Rockets e Cleveland Cavaliers
Il 31 agosto 2018 viene scambiato, insieme a Brandon Knight, agli Houston Rockets, in cambio di Ryan Anderson. L'8 febbraio, poco impiegato dalla squadra texana, passa, sempre insieme a Knight, ai Cleveland Cavaliers, in una trade che vede coinvolti anche i Sacramento Kings.

## Statistiche

### College
| Anno      | Squadra            | PG | PT | MP   | TC%  | 3P%  | TL%  | RP  | AP  | PRP | SP  | PP   |
| --------- | ------------------ | -- | -- | ---- | ---- | ---- | ---- | --- | --- | --- | --- | ---- |
| 2015-2016 | Washington Huskies | 34 | 34 | 24,9 | 53,0 | 35,0 | 68,2 | 5,4 | 0,8 | 0,9 | 1,6 | 13,7 |
| Carriera  | Carriera           | 34 | 34 | 24,9 | 53,0 | 35,0 | 68,2 | 5,4 | 0,8 | 0,9 | 1,6 | 13,7 |

### NBA

#### Regular Season
| Anno      | Squadra             | PG  | PT  | MP   | TC%  | 3P%  | TL%  | RP  | AP  | PRP | SP  | PP  |
| --------- | ------------------- | --- | --- | ---- | ---- | ---- | ---- | --- | --- | --- | --- | --- |
| 2016-2017 | Phoenix Suns        | 82  | 75  | 21,3 | 44,9 | 32,1 | 62,4 | 4,2 | 0,7 | 0,8 | 0,9 | 9,2 |
| 2017-2018 | Phoenix Suns        | 72  | 49  | 21,2 | 42,3 | 29,5 | 60,8 | 5,5 | 1,2 | 0,7 | 1,0 | 7,7 |
| 2018-2019 | Houston Rockets     | 16  | 0   | 6,5  | 32,4 | 6,7  | 85,7 | 1,8 | 0,4 | 0,1 | 0,3 | 1,8 |
| 2018-2019 | Cleveland Cavaliers | 27  | 2   | 14,6 | 38,4 | 26,3 | 68,4 | 4,2 | 0,6 | 0,6 | 0,3 | 5,7 |
| 2019-2020 | G.S. Warriors       | 59  | 21  | 20,3 | 54,5 | 20,5 | 76,9 | 6,2 | 1,9 | 0,7 | 1,1 | 9,3 |
| 2020-2021 | G.S. Warriors       | 2   | 0   | 13,5 | 35,7 | 20,0 | 50,0 | 6,5 | 1,0 | 0,0 | 1,0 | 6,5 |
| 2021-2022 | Dallas Mavericks    | 34  | 0   | 10,2 | 46,3 | 32,0 | 66,7 | 3,0 | 0,5 | 0,4 | 0,4 | 4,5 |
| Carriera  | Carriera            | 292 | 147 | 18,3 | 45,6 | 29,0 | 66,7 | 4,7 | 1,0 | 0,6 | 0,8 | 7,6 |

#### Playoffs
| Anno     | Squadra          | PG | PT | MP  | TC%  | 3P%  | TL%  | RP  | AP  | PRP | SP  | PP  |
| -------- | ---------------- | -- | -- | --- | ---- | ---- | ---- | --- | --- | --- | --- | --- |
| 2022     | Dallas Mavericks | 8  | 0  | 3,8 | 50,0 | 50,0 | 83,3 | 1,1 | 0,0 | 0,0 | 0,0 | 1,8 |
| Carriera | Carriera         | 8  | 0  | 3,8 | 50,0 | 50,0 | 83,3 | 1,1 | 0,0 | 0,0 | 0,0 | 1,8 |

## Palmarès
- NBA All-Rookie Second Team (2017)